# Frankie Jonas
Franklin Nathaniel Jonas (Wyckoff, 28 de setembro de 2000) é um ator norte-americano. Também conhecido como Frankie Jonas é o irmão mais novo dos integrantes da banda de pop-rock Jonas Brothers. Faz participações musicais e teatrais em programas de televisão e filmes. Frankie é evangélico, seguindo assim a religião como seus irmãos e seus pais. Frankie também é conhecido como o Bonus Jonas. Muitas das vezes ele acompanha seus irmãos nos shows, embora ele afirme que não deseja participar dos Jonas Brothers, ele deseja montar sua própria banda no qual ele seja o baterista.

## Filmografía
| Ano  | Título                                         | Papel              | Notas                  |
| ---- | ---------------------------------------------- | ------------------ | ---------------------- |
| 2008 | Jonas Brothers: Living the Dream               | Frankie Jonas      |                        |
| 2009 | Jonas Brothers: The 3D Concert Experience      | Frankie Jonas      |                        |
| 2009 | Jonas                                          | Frankie Jonas      | Série de TV            |
| 2009 | Night at the Museum: Battle of the Smithsonian | Visitante do museu | Aparece como figurante |
| 2009 | Ponyo                                          | Sosuke             | Voz                    |
| 2010 | Walter the Farting Dog                         | TBA                |                        |
| 2010 | Camp Rock 2: The Final Jam                     | Thevor             | Filme Disney Channel   |
| 2010 | Jonas L.A.                                     | Frankie Lucas      | Série de TV            |

## Discografia
| Ano  | Música                           | Notas                        |
| ---- | -------------------------------- | ---------------------------- |
| 2009 | Ponyo (feat. Noah Lindsey Cyrus) | Música tema do animado Ponyo |